# Kodak DCS Pro SLR/c
La Kodak DCS Pro SLR/c è una reflex digitale da 13,5 megapixel prodotta da Kodak. Diversamente dalla maggior parte delle DSLR dell'epoca, è una full frame, utilizza cioè un sensore d'immagine dello stesso formato della pellicola 35 mm (24x36 mm) ed è compatibile con gli obiettivi per Canon EOS con attacco EF. La fotocamera è stata lanciata il 18 marzo 2004, incorpora il sistema interno della precedente SLR/n compatibile con Nikon, ma in un corpo prodotto dalla giapponese Sigma.
La produzione della SLR/c e della SLR/n è stata chiusa da Kodak il 31 maggio 2005 citando la scarsa redditività del settore. Le scorte vengono vendute ed il supporto mantenuto fino al 2008.